# گرنویل، کبک

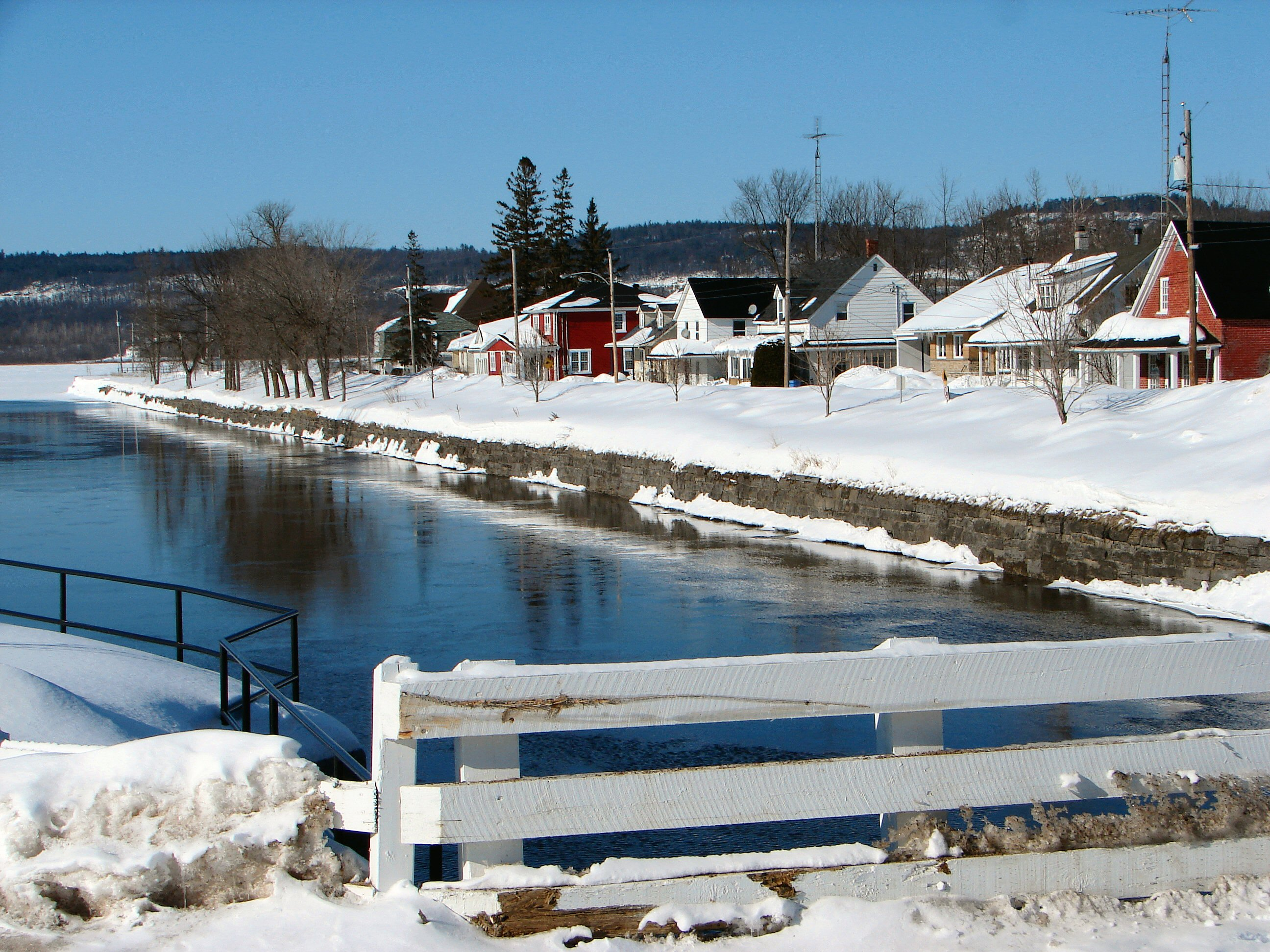
نمایی از روستای گرنویل، در منطقه شهری ارژانتوی - ۲۰۰۸

گرنویل (به فرانسوی: Grenville) روستایی در منطقه شهری ارژانتوی ناحیه لورانتید در استان کبک کانادا است. در سرشماری سال ۲۰۱۱ این روستا ۱٬۳۷۴ نفر جمعیت داشته‌است و مساحت آن ۳٫۰۵ کیلومتر مربع است.